# Lean (assistant de preuve)
Pour les articles homonymes, voir Lean.
Lean est un assistant de preuve et un langage de programmation. Il repose sur le principe de calcul des constructions avec types inductifs. 
Lean possède un certain nombre de fonctionnalités notables qui le distinguent des autres logiciels d'assistance à la preuve. Lean peut être compilé vers du JavaScript, et est ainsi accessible dans un navigateur Web. Il prend en charge nativement les caractères Unicode des symboles mathématiques, qui peuvent être saisis grâce à des raccourcis rappelant la syntaxe de LaTeX (par exemple, "×" s'obtient en tapant "\times"). Il est également possible de faire de la méta-programmation en utilisant le même langage que pour une utilisation classique. Ainsi, si l'utilisateur veut écrire une fonction qui prouve automatiquement certains théorèmes, il est possible d'écrire en Lean une fonction générant les preuves voulues en Lean. 
Lean a retenu l'attention des mathématiciens Thomas Hales et Kevin Buzzard . Hales l'utilise pour son projet Formal Abstracts. Buzzard l'utilise pour le projet Xena, dont l'un des objectifs est de réécrire en Lean chaque théorème et preuve du programme de premier cycle en mathématiques de l'Imperial College London. 
Cet assistant de preuve a été écrit principalement par Leonardo de Moura. Ses fondements logiques sont presque identiques à ceux de Rocq. Sa bibliothèque mathématique est élaborée collectivement, par environ 250 contributeurs. Cette bibliothèque donne une assise commune aux projets de validation. En 2022, si tout le programme de l'Agrégation de mathématiques n'y est pas encore entré, les espaces perfectoïdes ou l'espace topologique de Bourbaki y sont présents. -.

## Exemples
Voici comment les nombres naturels sont définis dans Lean :
```
inductive
 
nat
 
:
 
Type

|
 
zero
 
:
 
nat

|
 
succ
 
:
 
nat
 
→
 
nat

```

Voici la définition de l'addition pour les nombres naturels :
```
definition
 
add
 
:
 
nat
 
→
 
nat
 
→
 
nat

|
 
n
 
zero
     
:=
 
n

|
 
n
 
(
succ
 
m
)
 
:=
 
succ
(
add
 
n
 
m
)

```

Voici une simple preuve en Lean :
```
theorem
 
and_swap
 
:
 
p
 
∧
 
q
 
→
 
q
 
∧
 
p
 
:=

    
assume
 
h1
 
:
 
p
 
∧
 
q
,

    
⟨
h1.right
,
 
h1.left
⟩

```

Voici la même preuve en utilisant des tactics :
```
theorem
 
and_swap
 
(
p
 
q
 
:
 
Prop
)
 
:
 
p
 
∧
 
q
 
→
 
q
 
∧
 
p
 
:=

begin

    
assume
 
h
 
:
 
(
p
 
∧
 
q
),
 
-- on suppose que p ∧ q est vrai

    
cases
 
h
,
 
-- on extrait les propositions individuelles de la conjonction

    
split
,
 
-- on sépare le but à prouver en deux cas : prouver p et prouver q séparément

    
repeat
 
{
 
assumption
 
}

end

```